# Claro dos Poções
Claro dos Poções é um município brasileiro do estado de Minas Gerais. A cidade surgiu por volta de 1900, ao redor de fazendas que pertenciam ao município de Coração de Jesus. Nesse local existiam muitas clareiras, local onde o gado costumava se refugiar, também por causa dos poços d'água que existiam nas proximidades. Da junção dessas características surge o nome "Claro dos Poções".
De acordo com o censo realizado em 2022 sua população era de 7 166 , possui um distrito: Vista Alegre.
A sede do município fica a 74 quilômetros de Montes Claros e Vista Alegre está localizado na Br 365 km 50, distante 50 km de Montes Claros. O município possui também os povoados de Boa Sorte, Pouso Alto, Candeias e Funil.
Verifica-se que o município ao longo das três últimas décadas tem passado por um intenso êxodo populacional. Fato este que acarretou em uma diminuição considerável da população residente no município.
Um fato político curioso acerca do município, diz respeito ao quantitativo de eleitores aptos a votar em eleições, ter sido maior que o número de habitantes locais, considerando que a cidade não conta com qualquer conurbação urbana com outras cidades. Então para dirimir essa situação incongruente, a cidade foi alvo de um recadastramento eleitoral antes das eleições de 2016.
Atualmente, está sob a administração do Prefeito Norberto Marcelino de Oliveira Neto. A cidade muito conhecida por suas belezas naturais, onde se destacam cachoeiras e grutas.
Fica localizada entre o Ribeirão Traíras e o rio São Lamberto, ambos muito freqüentados, especialmente no Verão, época mais quente do ano. Após muitos anos de baixo índice pluviométrico, utilização indiscriminada dos recursos hídricos do município, verifica-se que o Ribeirão Traíras e o Rio São Lamberto, encontram-se bastante degradados e com alto nível de assoreamento, chegando a secar por completo em alguns trechos durante períodos do ano. Fato este que tem gerado um grande impacto ambiental para a comunidade.
A Cidade muito visitada no mês de agosto, quando é realizada a festa tradicional do padroeiro da cidade - a Festa do Bom Jesus - e no mês de setembro, quando acontece a Festa da Abóbora. Estas são as festas mais populares no calendário cultural da cidade.
No aspecto Educacional a cidade conta somente com estabelecimentos públicos de ensino. Atende o Ensino infantil, fundamental e médio. A principal escola do município é denominada Escola Estadual Amâncio Juvêncio da Fonseca.
A Cidade de Claro dos Poções, há cerca de uma década, foi escolhida para implantação de um projeto de produção de energia eólica no distrito de Pouso Alto. No entanto, o projeto não prosperou de maneira significativa.
Claro dos poções, assim como a maior parte dos pequenos municípios do Norte de Minas Gerais, não possui atividade econômica industrial significativa ou mesmo grande movimentação no comércio, ficando restrita a atividade econômica à atividade primária da agricultura. Verifica-se ainda no município pouca geração de empregos, fato este que proporciona um número considerável de desemprego formal entre a população jovem, causando desta maneira um forte movimento de êxodo dos habitantes jovens para grandes centros populacionais.